# Фонтанива
Фонтанива (итал. Fontaniva) — коммуна в Италии, располагается в провинции Падуя области Венеция.
Население составляет 7630 человек (на 2004 г.), плотность населения составляет 368,77 чел./км². Занимает площадь 20,62 км². Почтовый индекс — 35014. Телефонный код — 049.
Покровительницей коммуны почитается Пресвятая Богородица. Праздник ежегодно празднуется 1 марта.